# Castillo de los Condes de Saldaña

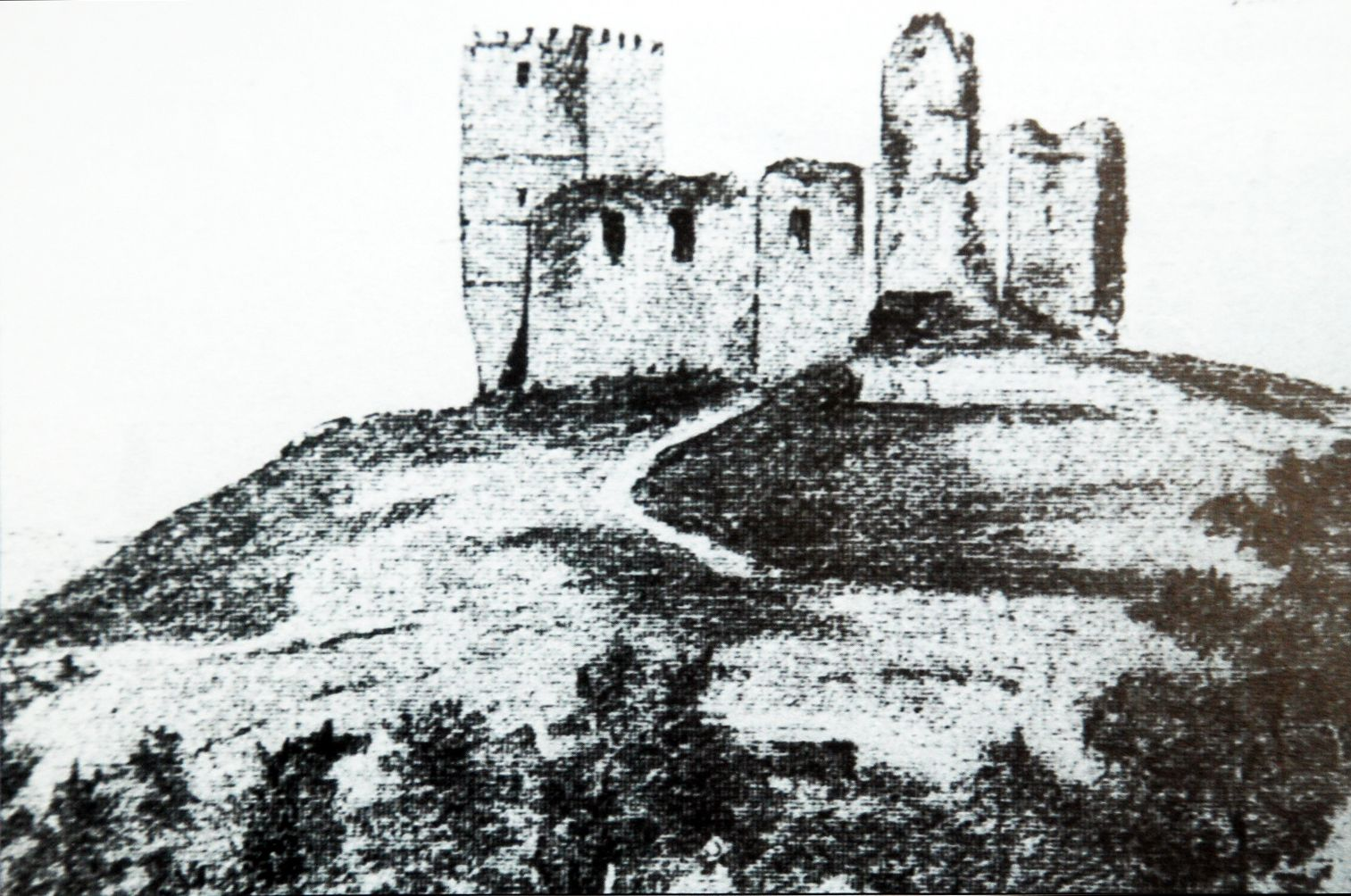
Dibujo del Castillo de Saldaña realizado durante el

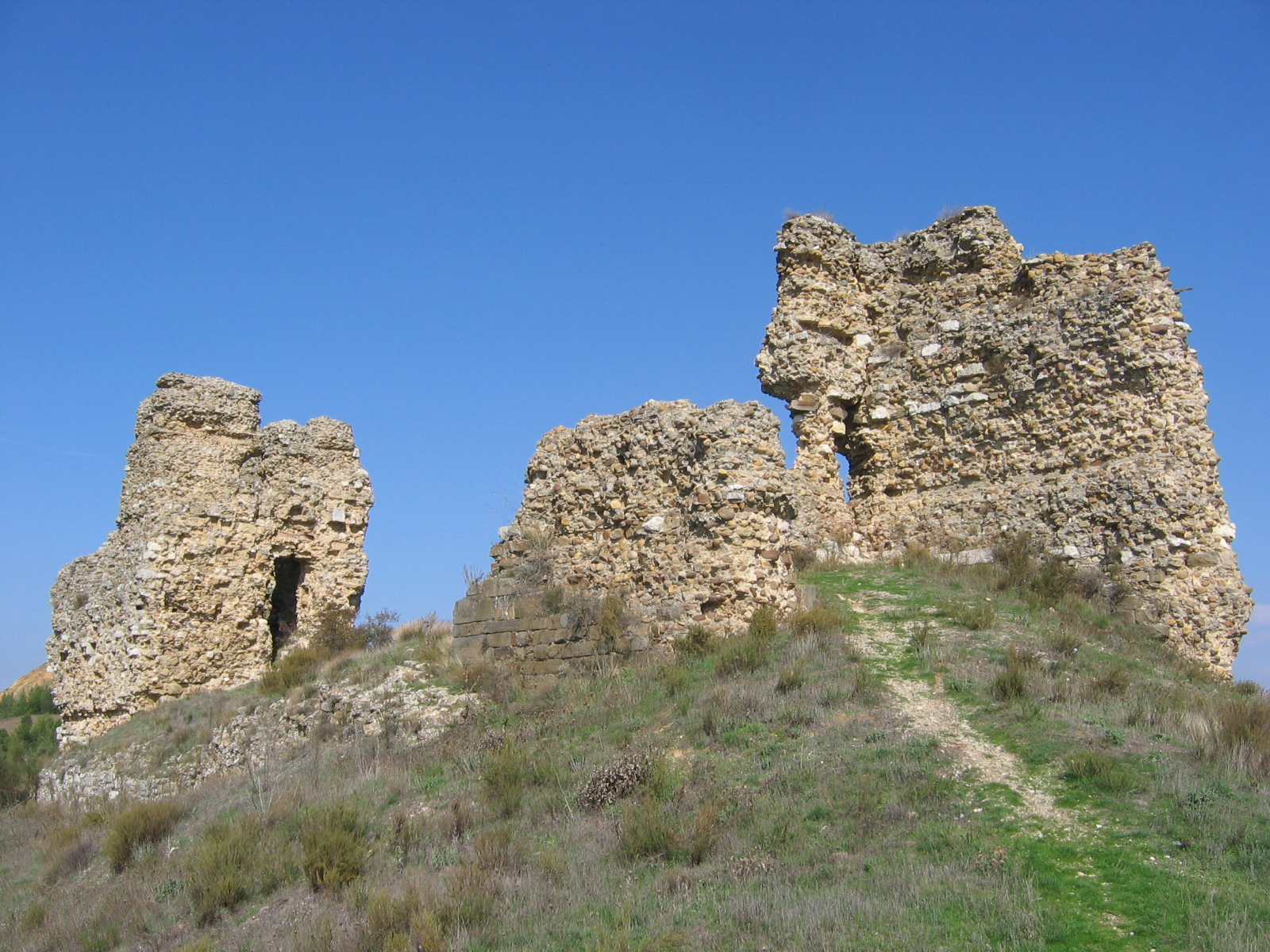
Vista general del castillo desde el Sur

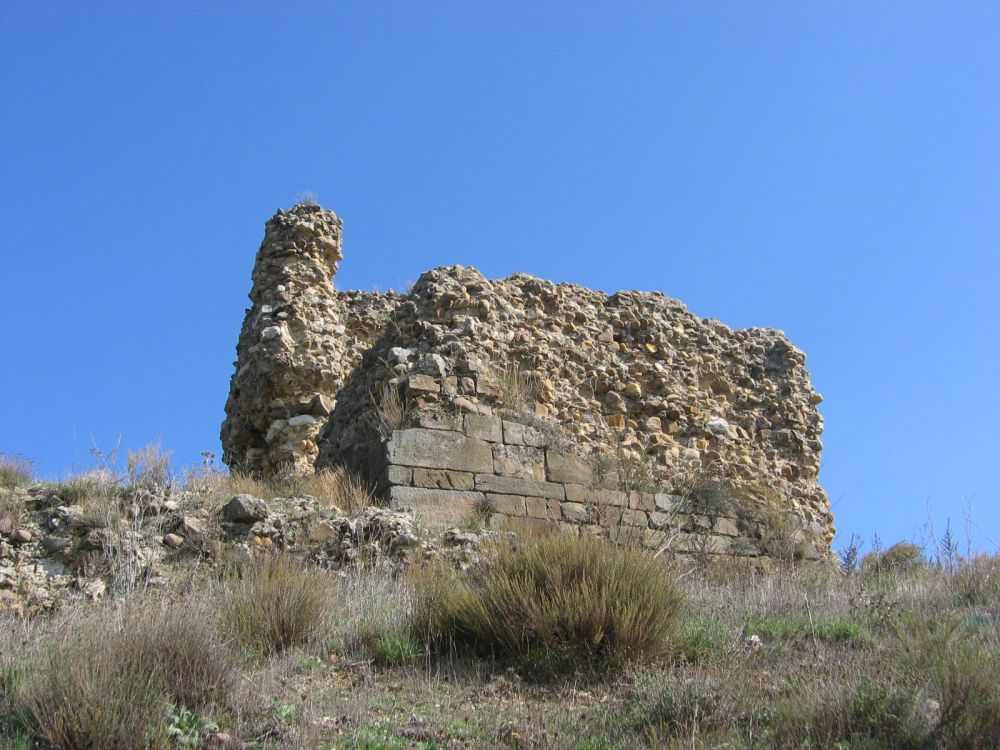
Torre Este del Castillo de Saldaña. Aún se conserva parte del revestimiento de sillares en su parte inferior

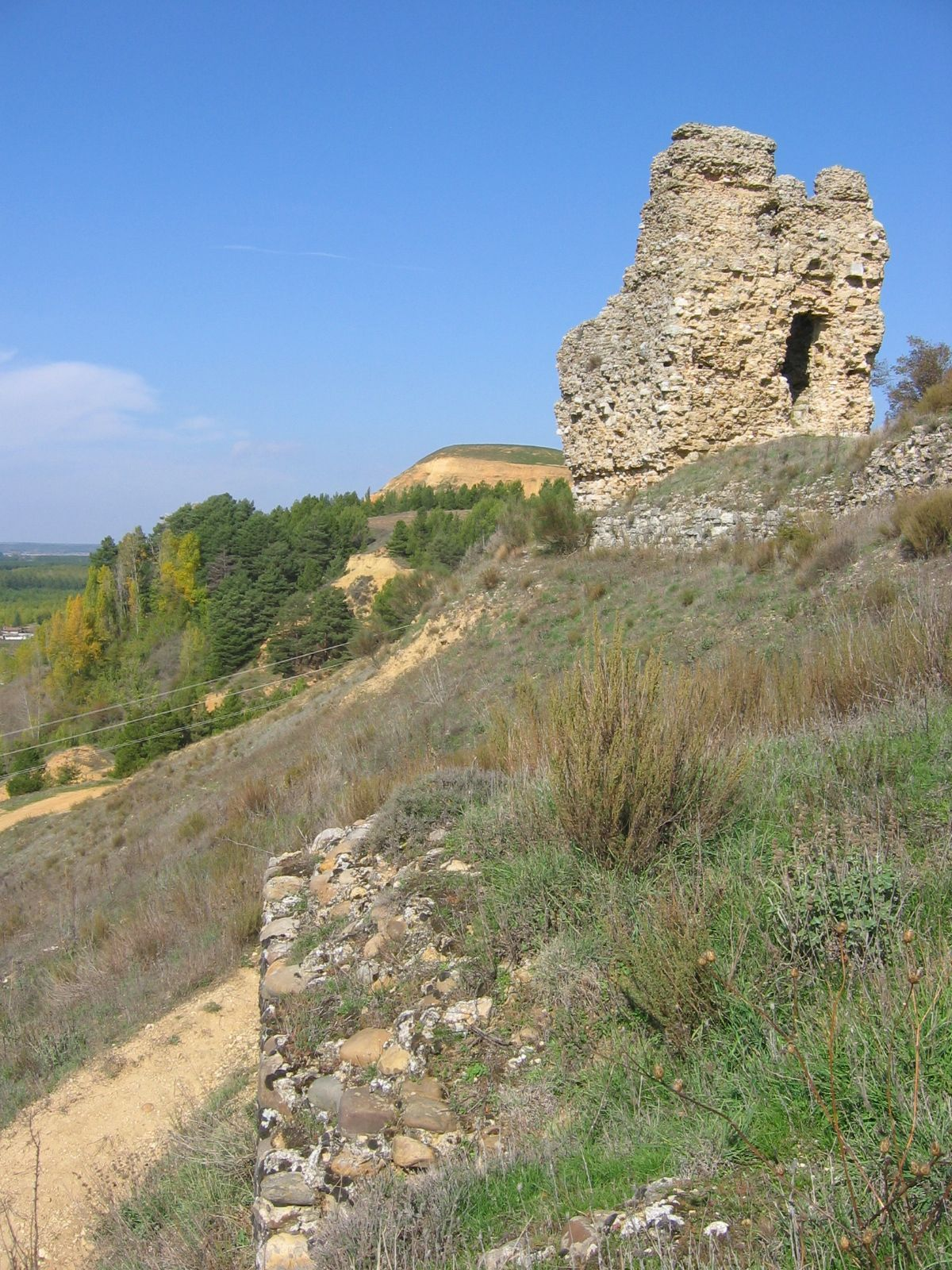
Torre Oeste del Castillo de Saldaña y muro de cierre Sur del primer recinto

Planta del castillo de Saldaña superponiendo las cuevas artificiales excavadas en la base del cerro en el que se asienta

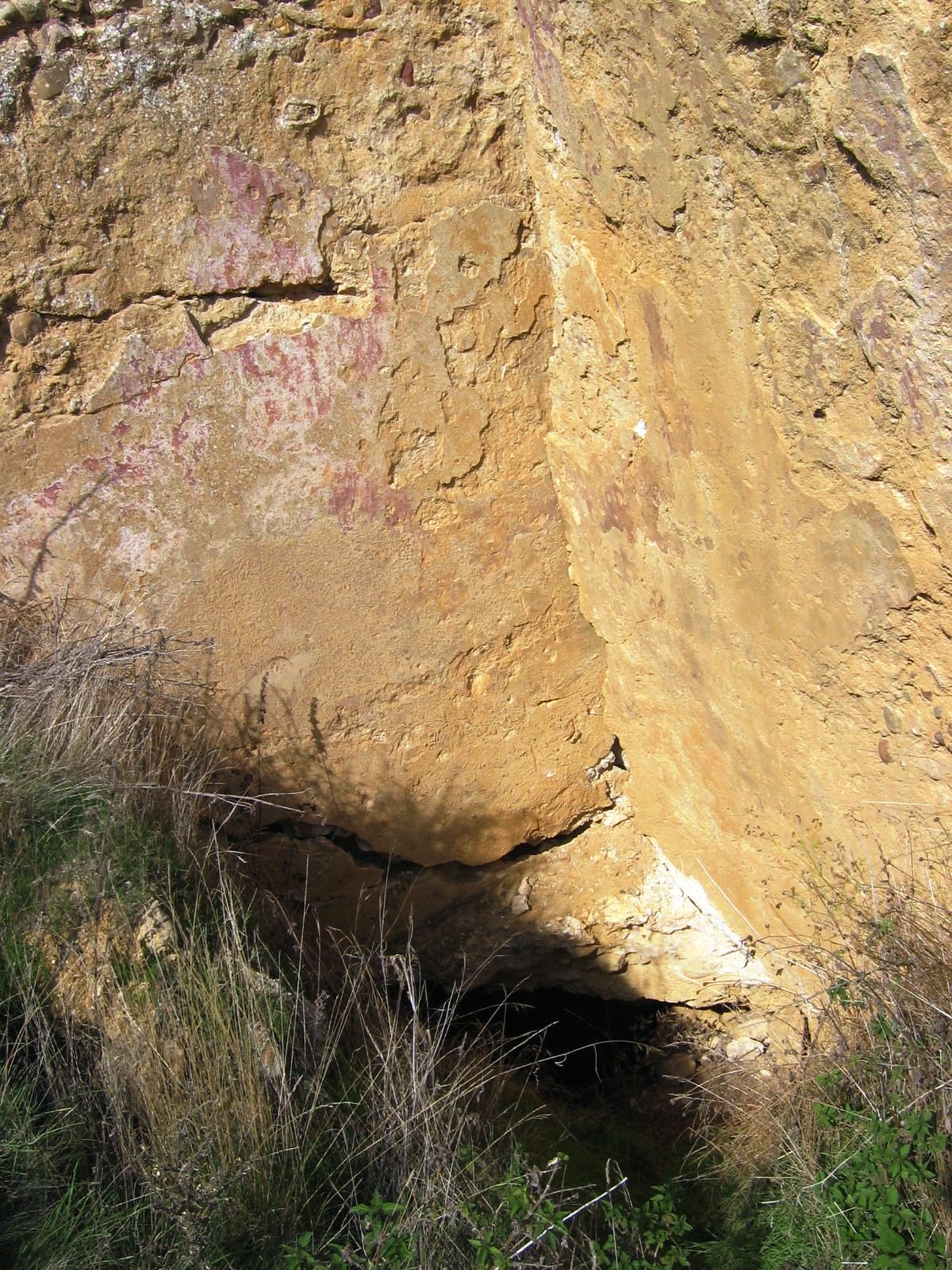
Resto del aljibe. Aún se conserva el mortero aislante de color rojo

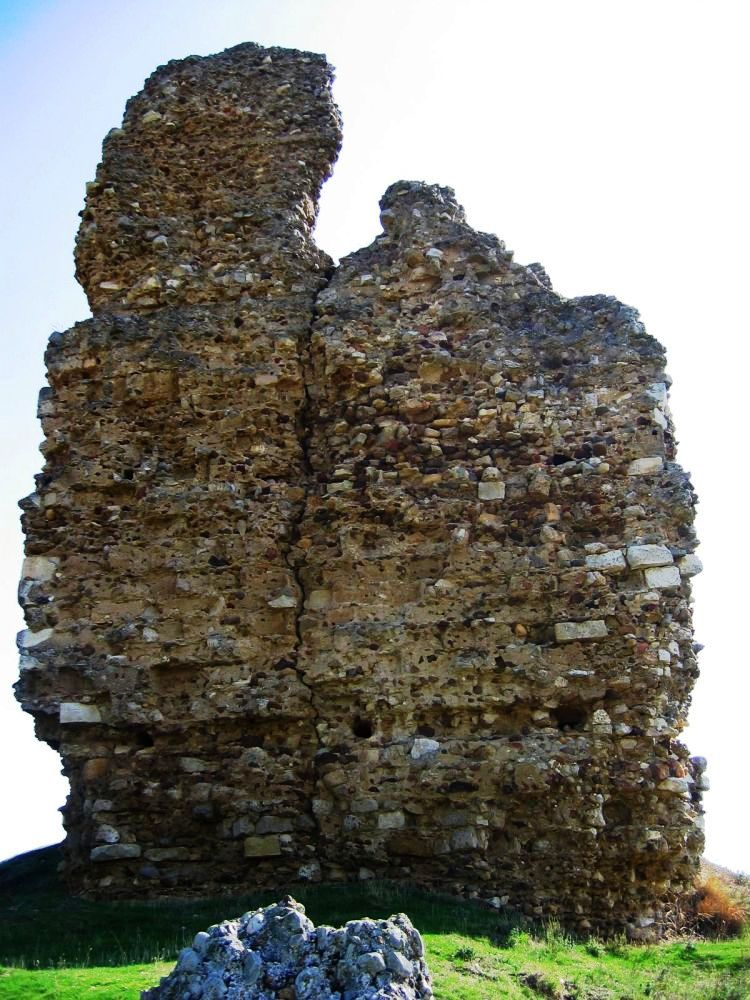
Torre Oeste. Sus tres alturas quedan desdibujadas por la cantidad de escombro acumulada a sus pies

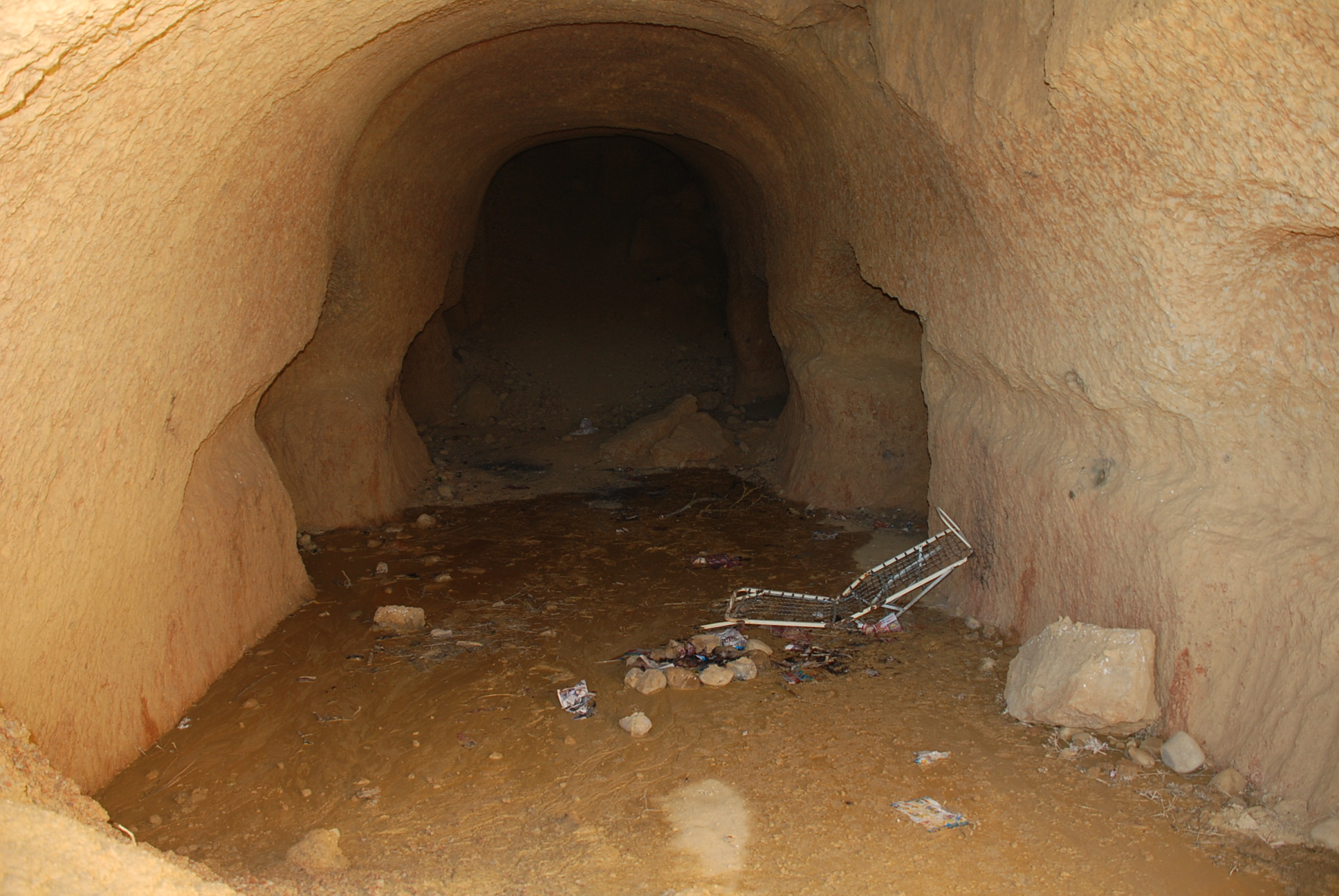
Cueva artificial bajo el castillo de Saldaña

El castillo de Saldaña es una fortificación situada en la villa de Saldaña, provincia de Palencia, comunidad autónoma de Castilla y León, España. El castillo es de origen medieval y se encuentra en estado ruinoso, si bien según diversos estudios arqueológicos existió otro castillo preislámico en el yacimiento de La Morterona. Declarado Bien de Interés Cultural el 22 de abril de 1949.

## Historia

### Orígenes
Ya en el siglo VI, existió una fortaleza anterior al ruinoso castillo actual, en el alto de La Morterona. Dicha fortaleza sirvió de refugio a los nobles cántabros rebelados contra el poder visigodo, si bien, dada la estratégica posición del mismo, y la continuada presencia humana en la zona desde épocas protohistóricas, no es descartable la presencia de un castro Vacceo-romano previo.

### Los años de dominio visigodo
En el siglo VI, el rey Leovigildo conquista la ciudad de Saldania con su castillo, emitiendo moneda con la leyenda "Leovigildus Rex Saldania Justus". En Saldaña se instala una ceca que emite monedas en varios momentos desde 572 hasta 610 (reinados de Leovigildo a Witerico) y posteriormente desde 631 hasta 649 en la cercana Mave (reinados de Sisenando hasta Chindasvinto) (García Guinea, M.A, 1979: pág, 42-43). Estas emisiones de moneda están ambientadas en una serie de cecas fronterizas con los pueblos Cántabro y Vascón que forman un limes o frontera desde la que poder controlar a estas etnias rebeldes al poder visigodo.
En la provincia de Palencia podemos encontrar, dentro de este limes, la ciudad-fortaleza de Monte Cildá (hoy dentro del municipio de Olleros de Pisuerga), donde estaba ubicada la ceca de Mave.

### La conquista árabe
Tras la derrota de Guadalete en el 711, y la posterior conquista árabe, los nobles visigodos se repliegan al norte de la provincia, ocupando los musulmanes la Villa de Saldaña y su fortaleza fabricada con adobes.

### Reconquista y abandono
En algún momento entre 740 y 754, casi cuatro décadas después de la conquista musulmana del castillo de Saldaña, Alfonso I, hijo del Duque Pedro de Cantabria y yerno de Don Pelayo, reconquista el castillo tras un largo asedio. Es en este asedio cuando la leyenda sitúa los reales del rey Alfonso en el solar que actualmente ocupa la ermita de Nuestra Señora del Valle, la cual se le apareció milagrosamente al monarca, intercediendo a favor de las tropas asturianas en su conquista final de la fortaleza.
Alfonso I se repliega a la cordillera cantábrica con sus soldados y con la mayoría de los cristianos rescatados de la extensa llanura del valle del Duero y ríos subsidiarios, creando una zona semidesértica de seguridad entre las montañas norteñas de la Cordillera Cantábrica y las posiciones musulmanas más al sur, conocido tradicionalmente como “Desierto del Duero”, si bien se ha demostrado que tal desierto, poblacional se entiende, no fue literalmente tal.

### Consolidación del poder cristiano
No es hasta el reinado de Ramiro II de León cuando los cristianos se sienten suficientemente fuertes como para decidirse a repoblar la zona, creando el Condado de Saldaña. Diego Muñoz, de origen palentino, será su primer conde, quien al igual que su aliado el conde castellano Fernán González, siempre se mostró rebelde con los reyes leoneses, lo que motivó que fueran encarcelados en el 944.
En el año 995, Almanzor destruye la fortaleza y su iglesia de Santa María del Castillo durante una de sus campañas militares.
El castillo hasta entonces, no debía de ser muy grande, ya que en el siglo X existen noticias documentales de que fue reconstruido y ampliado, no perdiendo sin embargo su importancia estratégica. Los restos actuales se corresponden en su mayoría con esta ampliación, dado que los análisis a partir del C-14 de los restos de algunas de sus vigas aún conservadas, dan un margen cronológico entre 1000-1050 de nuestra era.
Es en esta época cuando se fundan otros castillos cercanos subsidiarios con el de Saldaña, como el Castillo de Agüero en Buenavista de Valdavia, o el Castillo de Castrillo de Villavega, los cuales sirven para vertebrar la repoblación del valle de la Valdavia.
Esta posición estratégica se tradujo también en una importancia política, al ser el centro de intrigas y disputas sucesorias y posada habitual de Reyes y Condes.

### Doña Urraca
Tanto es así que en 1126 la reina doña Urraca I de León fallece dentro de sus muros, en circunstancias no muy claras para los historiadores. Esta reina, mujer famosa por su carácter y determinación, fue una asidua del castillo de Saldaña, pasando largas temporadas en él.
Al parecer, la reina doña Urraca era bastante usual también del Monasterio de Valcavado (hoy desaparecido y cercano del actual pueblo de Valcabadillo y famoso por su Beato), así como de tomar prestadas con demasiada frecuencia, parte de su mobiliario. Se sitúa en alguna de sus visitas la ocultación de la patena mozárabe aparecida en las orillas del río Carrión a su paso por el monasterio y que hoy se custodia en la Iglesia de San Pedro de Saldaña.

### Las bodas de Alfonso VII
Dos años más tarde, en noviembre de 1128, el castillo fue escenario de la boda real del hijo de Doña Urraca y Raimundo de Borgoña, Don Alfonso VII Raimúndez, con doña Berenguela, hija del conde de Barcelona Ramón Berenguer III. Para celebrar tan magno acontecimiento, se celebró una corrida de toros en la que hoy es conocida como Plaza Vieja de Saldaña o , la primera conocida en la historia taurina de España.

### Villa y Tierra de Saldaña
La merindad de Saldaña llegó a estar formada por 193 pueblos y lugares que debían rendir tributo a cambio de protección del castillo, hasta su disgregación debido al proceso de señorialización de la misma. Es lo que se conocía como Villa y Tierra de Saldaña. Durante los años que van del 1136 al 1154, ocupa el cargo de merino del rey Diego Muñoz.
En 1350 encontramos como dueño del señorío a Juan Alfonso de Alburquerque, pasando por varios señores hasta que en 1452 pasa a pertenecer a Íñigo López de Mendoza, Marqués de Santillana, y natural de Carrión de los Condes, quién permutó la villa de Saldaña por la de Coca (Segovia), perteneciente al Obispo de Ávila, Alonso de Fonseca.
En el último cuarto del siglo XV pertenece a Diego Hurtado de Mendoza, primer duque del Infantado, primogénito de Íñigo López de Mendoza. El actual blasón de la Villa de Saldaña, proviene de las armas de este ducado. En este periodo alcaides del castillo nombrados por él, dieron constantes motivos de queja al concejo debido a los abusos que cometían contra la Villa y Tierra de Saldaña, al encontrarse lejos de su señor. Queda constancia documental de varios pleitos entre estos y particulares.
La ruina y abandono del mismo comenzó a partir del siglo XVIII, llegando a 1873 en un estado bien distinto al actual, a tenor de las ilustraciones de la época.

## Descripción
La última ampliación del castillo estaba compuesta por dos Torres almenadas, rodeadas de un muro almenado también, que conformaban un espacio interior o patio de armas de unos 150 metros cuadrados.
Este primer recinto, estaba circunvalado a su vez por un segundo recinto exterior jalonado de cubos semicirculares que recorría la parte alta del cerro sobre el que se asentaba el castillo.
Para terminar la línea defensiva, una tercera muralla con cubos y puertas, en la base del cerro, terminaba de configurar el entramado defensivo. La antigua Villa de Saldaña hubo de estar asentada en las laderas del cerro, entre el segundo y tercer muro. En su parte Oeste, la base de la muralla exterior estaba protegida por el arroyo que hoy en día aún discurre por las faldas del cerro del castillo y que haría las veces de foso natural.

### Primer recinto
Las torres del primer recinto es la parte mejor conservada y más visible de todo el castillo. De sus dos torres en pie, destaca la torre Oeste, la cual alcanza los 9 metros de altura, apreciándose aún las tres plantas que hubo de tener, a pesar de los escombros apilados en la primera planta al derrumbarse el techo de las plantas superiores.
Las dimensiones de la misma en su interior son de 5 por 5 metros, con muros de hormigón de hasta 1,70 metros, sin contar con el revestimiento exterior e interior de sillares que hubo de tener, ya que todos los sillares del castillo que pudieran ser labrados fueron utilizados en 1893 para recomponer el puente construido en el siglo XVI por Juan de Nates sobre el río Carrión, devastado por las inundaciones.
Estas prácticas eran habituales en la zona, ya que la escasez y carestía de sillares en la zona de la Vega-Valdavia, hacía de estos unos recursos muy preciados. Otro ejemplo parecido lo tenemos en la utilización de los sillares del castillo de Castrillo de Villavega para la construcción de la torre de la Iglesia de San Quirico en el siglo XV.
La entrada a la Torre Oeste, se aprecia debió estar elevada en la fachada oriental del segundo piso, apreciándose aún la cavidad donde se encajaba la tranca, dando al interior del patio de armas. De este modo se facilitaba así la defensa de la misma desde el Interior. En el resto de las fachadas de la torre se aprecian los huecos de ventanas, aspilleras y ventanales.
La segunda Torre, situada prácticamente en paralelo con la Torre Oeste, pero con un decalaje de un metro y medio aproximadamente, conforma un espacio interior, hoy lleno de escombros, en el que se desarrollaría la vida cotidiana del castillo. Este espacio estaba rodeado por un pequeño muro del que aún se conservan restos, a pesar de haber sido desmontado prácticamente en su totalidad para el reaprovechamiento de sus sillares.
Esta segunda Torre, algo menor que la primera, era de dos plantas. Las dimensiones de la misma en su interior son de 6 por 6 metros, algo mayor que la primera, con muros de hormigón de hasta 3 metros, contando con el revestimiento exterior e interior de sillares que se conserva en algunas de sus partes, los cuales pudieran haberse conservado al producirse el derrumbe de las fachadas Este y Sur de la misma antes de 1873, fecha fatídica para el castillo por el expolio que de sus sillares se ejecutó.

### Segundo Recinto
Rodeaba la fortaleza en la parte superior un muro con un grosor de 2 metros y una altura máxima de 1,50, de los que se conservan 30 metros de longitud al Sur y al Este, así como un cubo, el cual está muy amenazado por la erosión de la ladera del cerro, al haber sido empleada su arcilla desde principios de siglo para la elaboración de tejas y ladrillos.
Este segundo muro, conformaba un patio en el exterior del conjunto de las dos Torres, por el que se accedería por algún tipo de poterna situado probablemente en la parte norte del primer muro, ya que en la parte Sur no se aprecia rastro alguno de puerta.

### Tercer Recinto
De este tercer recinto, solamente quedan visibles las ruinas de una de las puertas que darían acceso al antiguo villorrio de Saldaña flanqueada por dos torres cilíndricas, y un cubo que se desplomó en los años 90 del siglo XX debido a la erosión de la ladera Suroeste, y que se conserva cerca del pago llamado de San Juan.

### Aljibe y Mazmorras
A los pies de la Torre Este, existe un hundimiento de más de 6 metros de profundidad, en el que se aprecia restos de construcciones y revoco de color rojizo. Estos restos pudieran corresponderse con las dependencias subterráneas del castillo, sus mazmorras, o incluso el aljibe del mismo que proveería de agua a la fortaleza en caso de asedio. Los restos del mismo parecen arrancar de la parte superior de la cima, es decir, probablemente estuvieran a ras del segundo recinto.

### Las cuevas artificiales del castillo
Debajo de este hundimiento se halla un sistema de cuevas artificiales que a mediados del sigo XX, debido a la erosión, terminan por presentar una oquedad al exterior a la altura de la base del cerro del castillo. 
Este conjunto de cuevas tendrían su origen en plena época medieval a tenor de los restos de cerámica (fechados en a finales del siglo XII) encontradas en su interior y que pudieran servir tanto de mazmorra, como de lugar de almacenaje, como incluso de ruta de escape. En el siglo XX estas cuevas se reutilizan y tal vez se agrandan, buscando su arcilla en algunos momentos, y sirviendo como refugio y vivienda en otros. Estas oquedades debilitaron la base del mismo y provocaron el hundimiento del suelo en la superficie del castillo que vemos en la actualidad.
Esta cueva, de más de 5 metros de altura, está cegada con los escombros del derrumbe de la estructura subterránea superior. Al fondo de la misma, se aprecia el arranque de un sillar que podría significar el final de algún pasadizo que pusiera en contacto las dependencias del castillo con el sistema de cuevas.

### El sillar
Un sillar con un dibujo e inscripción en árabe, que cronológicamente se sitúa en el siglo VIII y que según algunos investigadores representa el plano de la fortaleza en la época de ocupación musulmana, estuvo hasta 1954 en una de las torres, encontrándose en la actualidad en los depósitos del Museo Arqueológico Nacional en Madrid.

## Leyendas
Al igual que otras localidades, Saldaña figura como lugar de nacimiento del mítico Bernardo del Carpio. Así, el Padre Mariana en su Historia General de España (s. XV) señala que nace en este castillo, fruto de los amores ilícitos entre el conde Sancho Díaz y Doña Jimena, hermana del rey asturiano Alfonso II el Casto, quién al enterarse del hecho encierra al conde en el Castillo de Luna (León) hasta su muerte y enclaustra a su hermana en un convento del que no volvió a salir.

## Conservación
A pesar de la historia que atesoran sus muros, su innegable valor artístico y haber sido declarado como Bien de Interés Cultural en 1949, su estado es deplorable, con gran riesgo de desplome, debido a la erosión y a las cuevas que horadan su base. El castillo también sufre de constantes agresiones vandálicas, como pintadas, hogueras o escombros diseminados en sus cercanías. Es por ello que esta fortaleza fue incluida en la Lista roja del patrimonio en peligro de España, de la asociación Hispania Nostra.

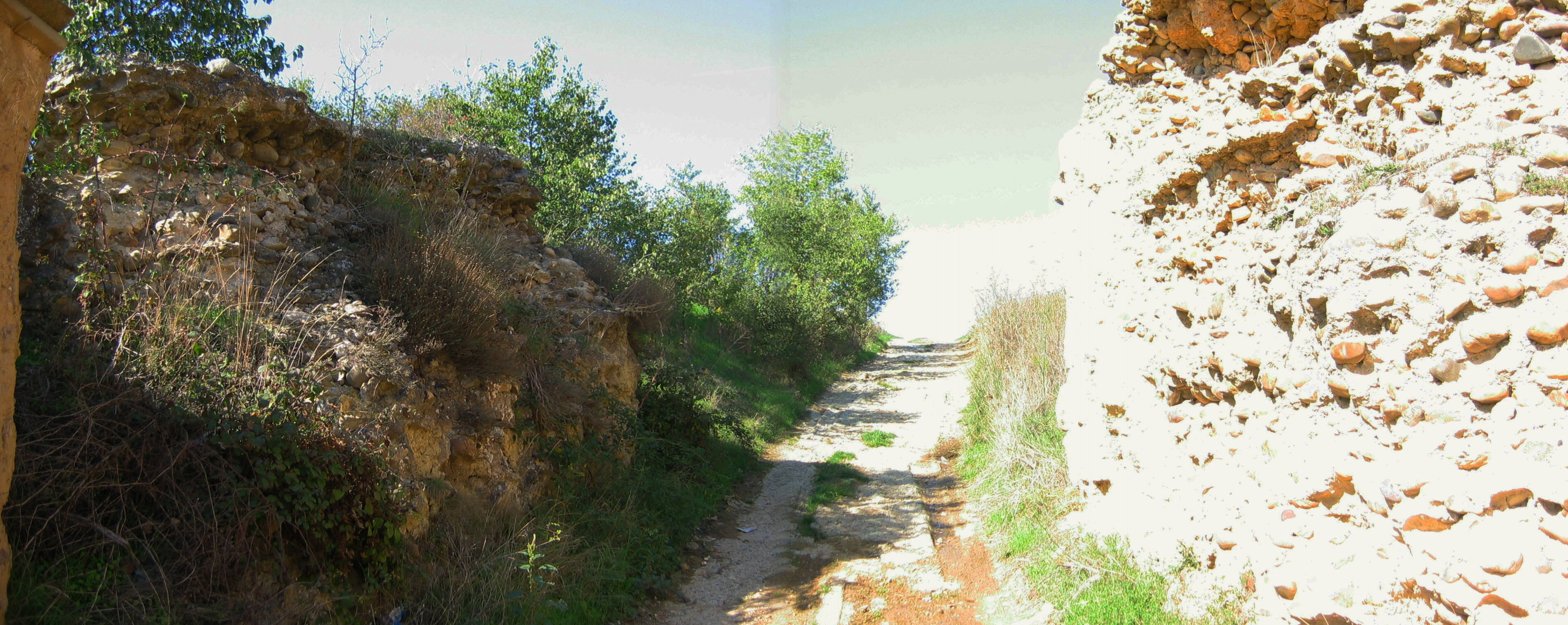
Entrada al Tercer recinto
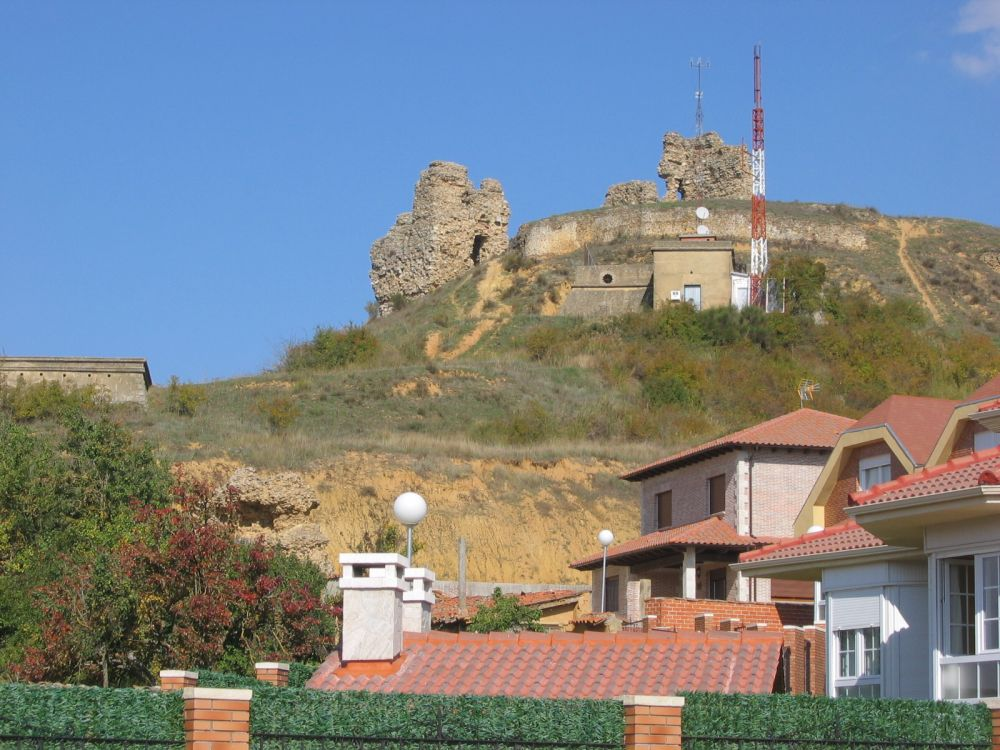
Vista general del castillo desde el casco urbano de Saldaña
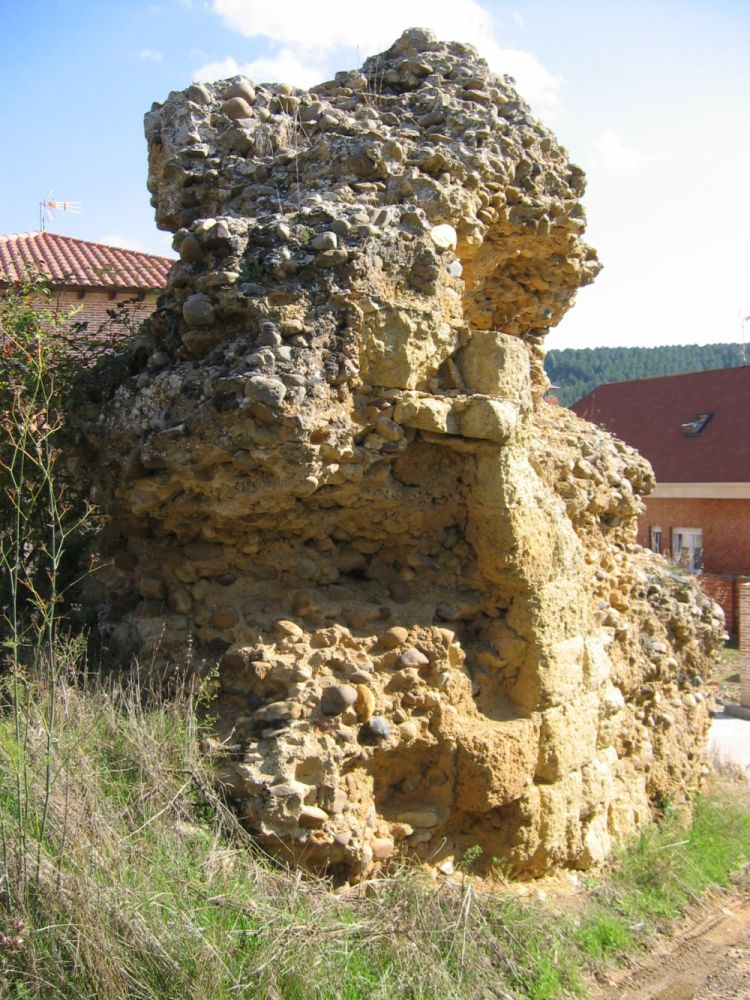
Restos del cubo de la puerta y arranque del arco de entrada al tercer recinto
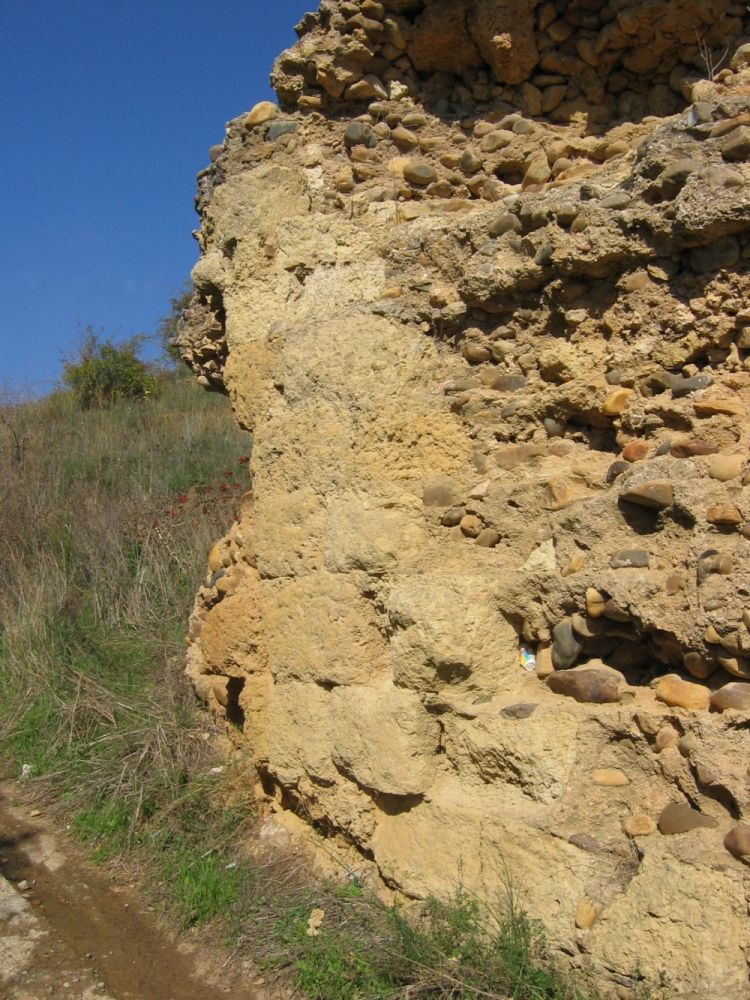
Detalle del del cubo de la puerta de entrada al tercer recinto
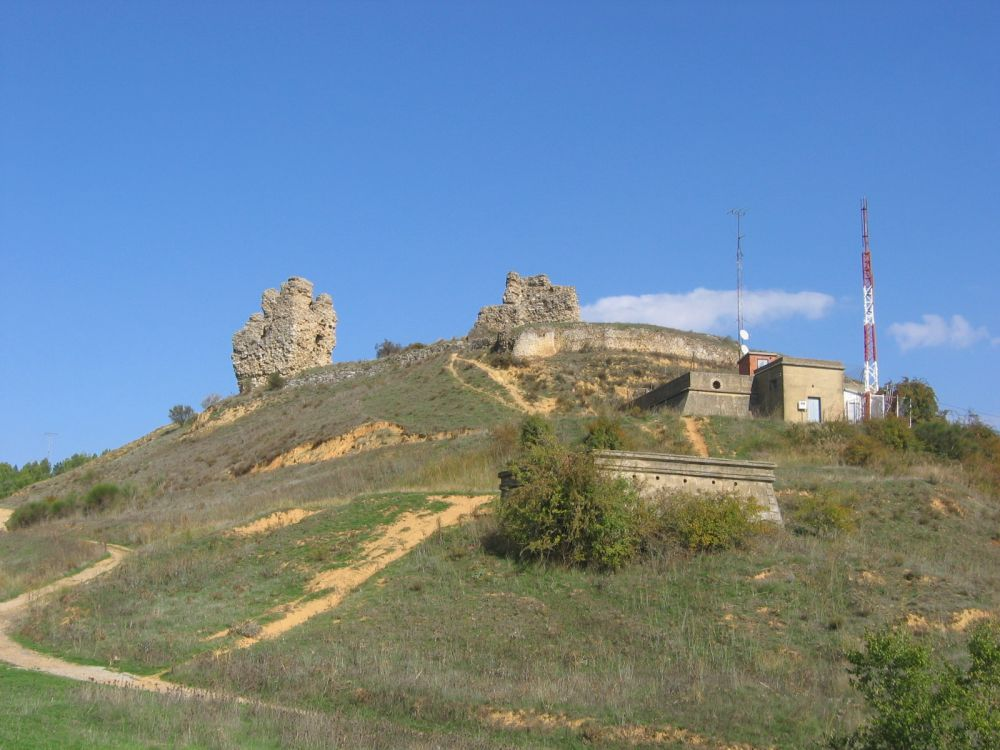
Vista general
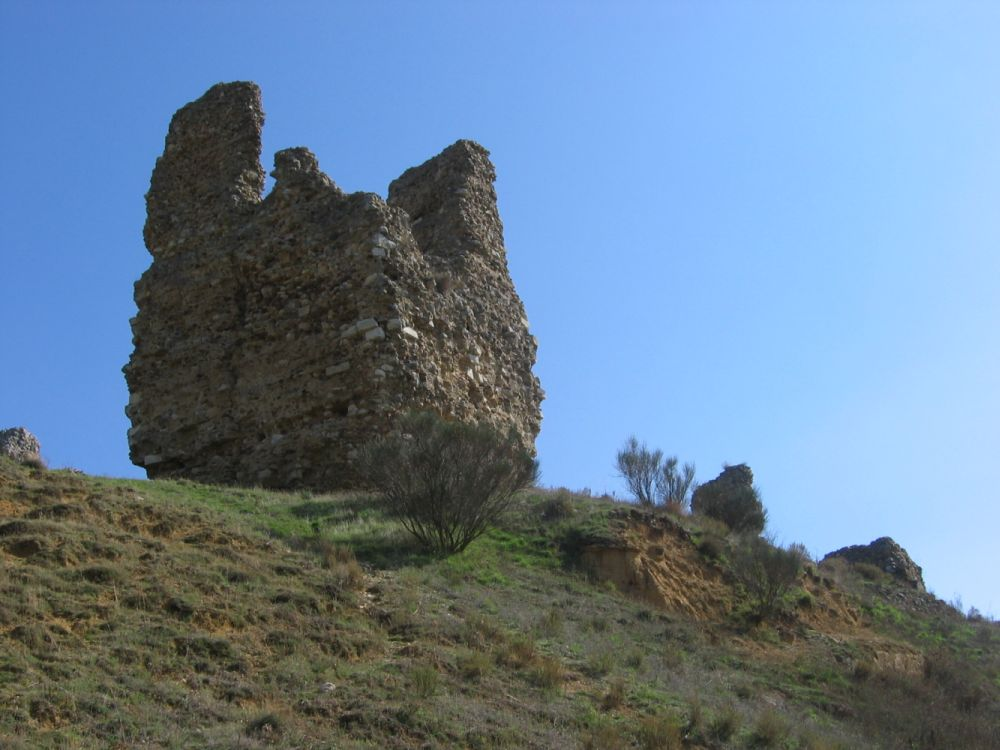
Torre Oeste
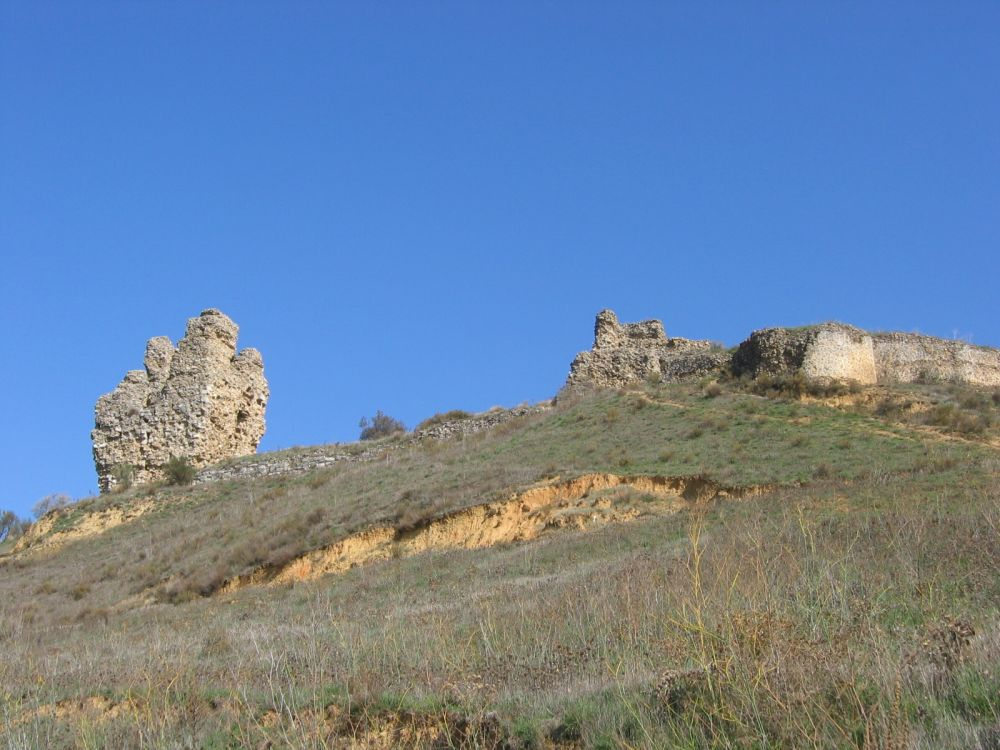
Vista general desde el Sureste
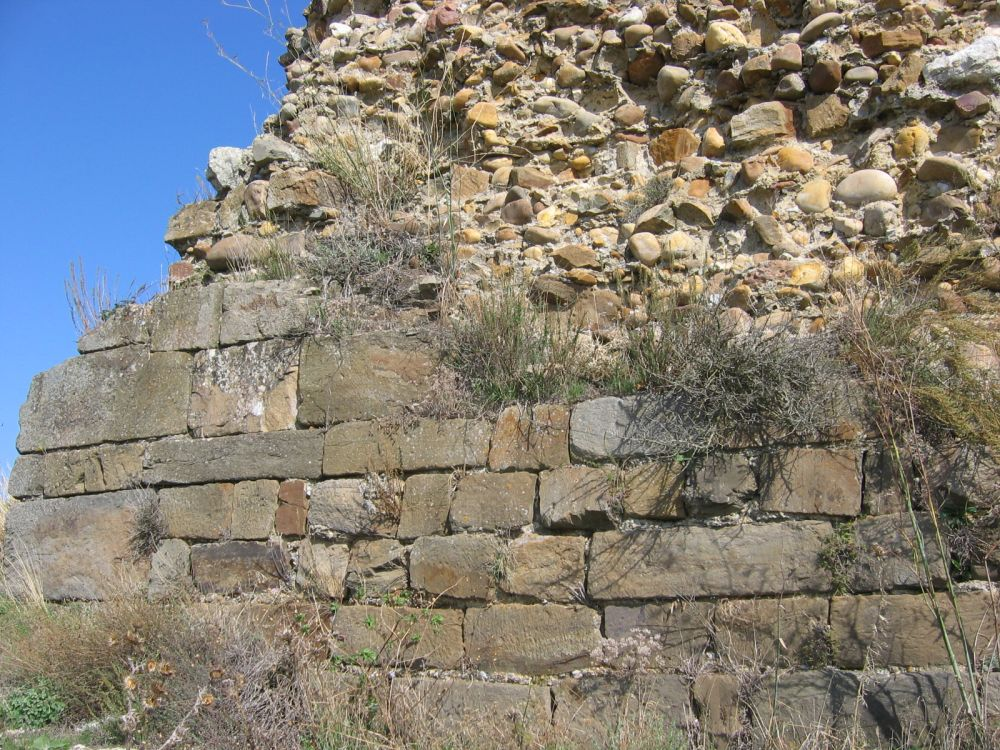
Detalle del revestimiento de sillares de la Torre Este
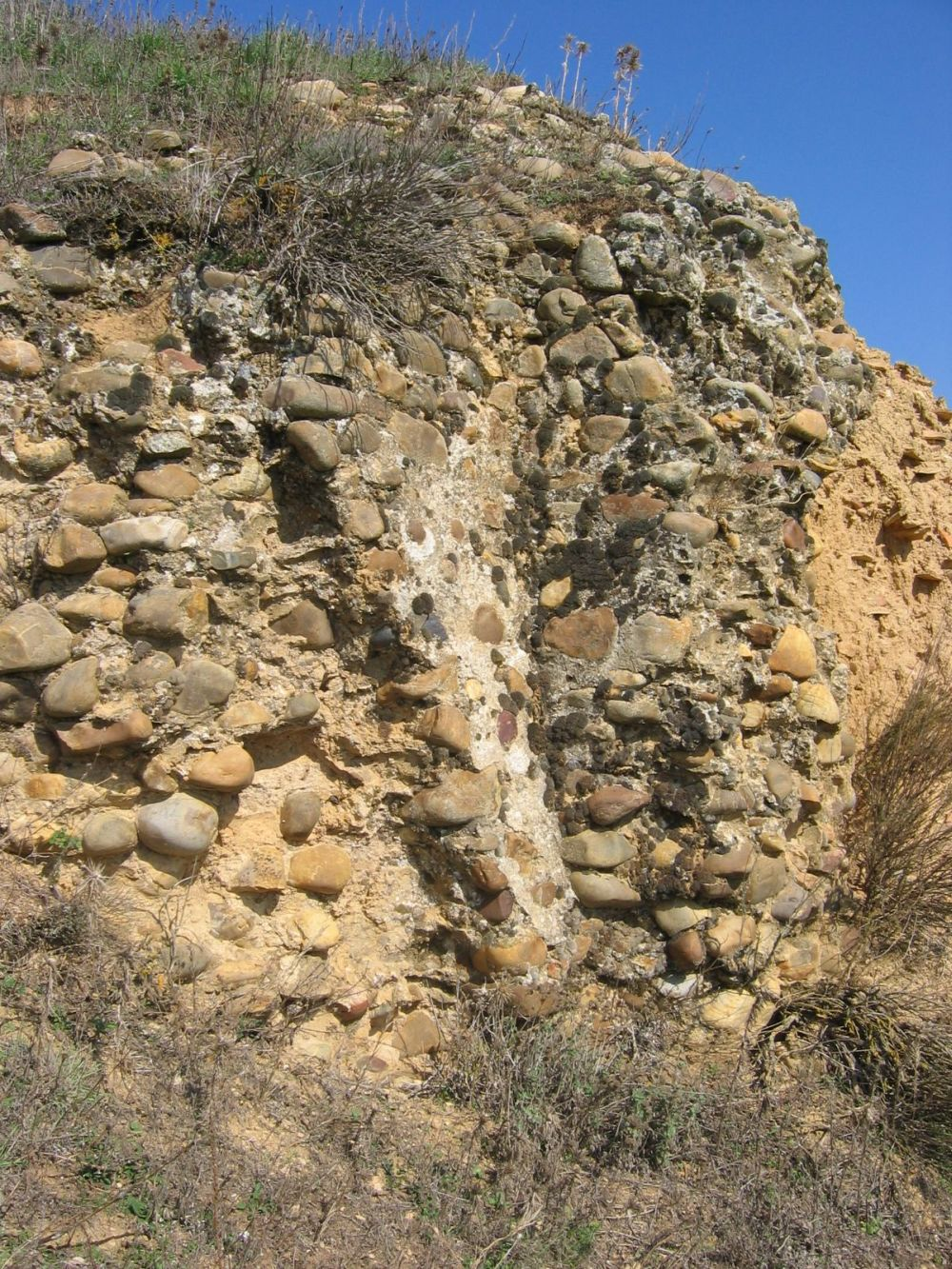
Muro de mampuesto de la barrera del segundo recinto
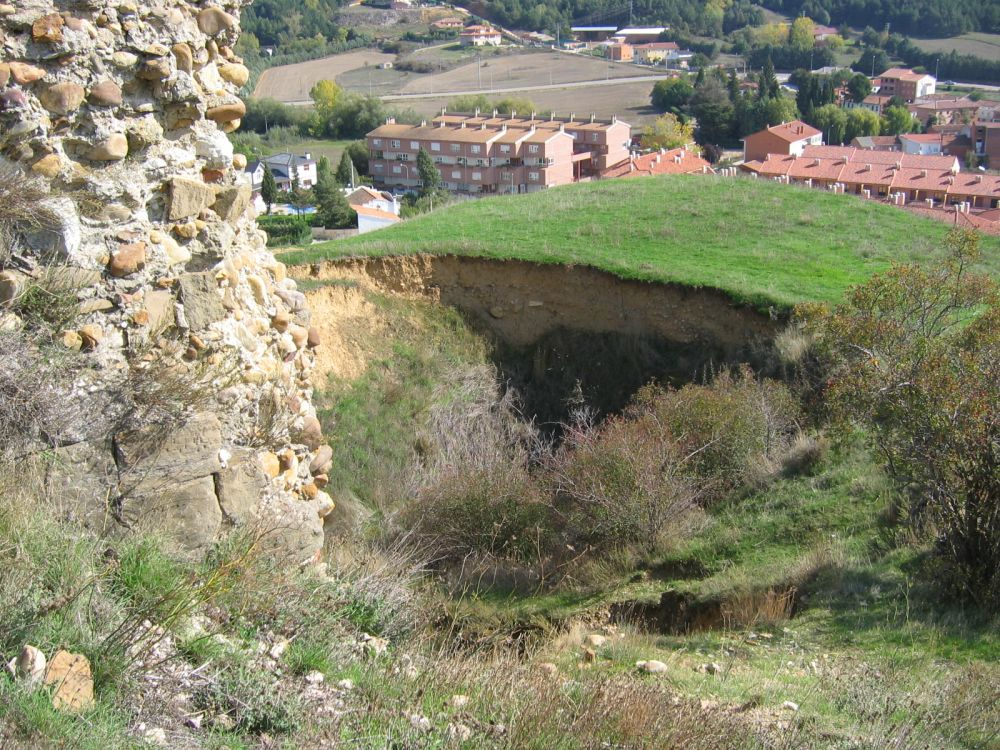
Hundimiento sobre una de las cuevas artificiales, visto desde la Torre Este
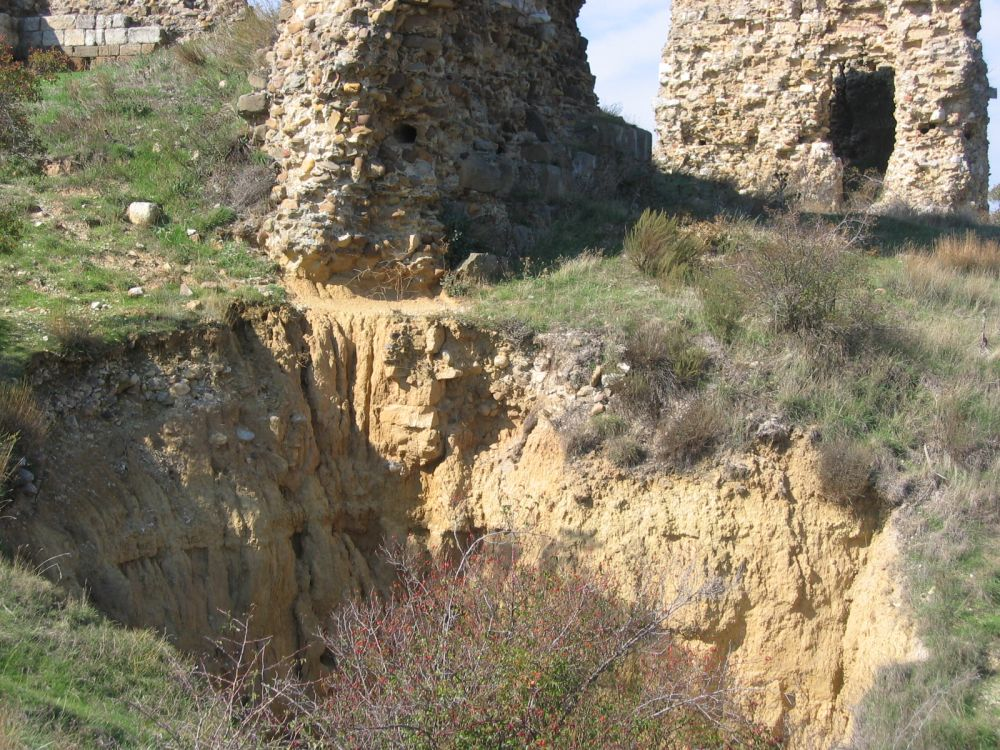
Hundimiento sobre una de las cuevas artificiales. Detrás se aprecian las dos torres del castillo
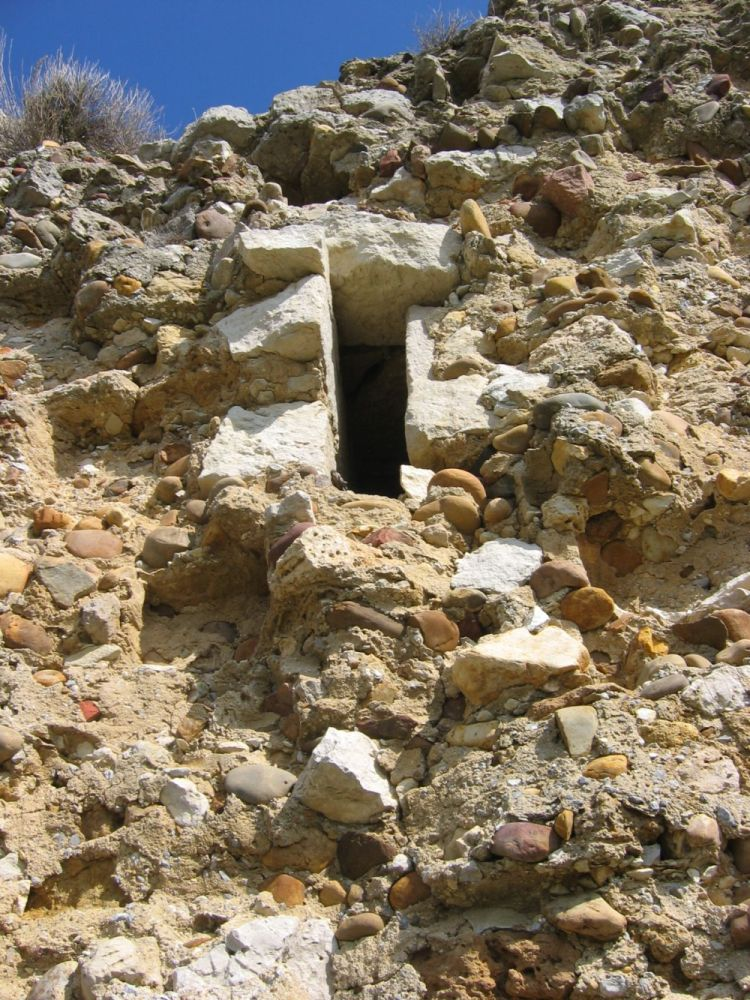
Detalle de aspillera en la Torre Oeste
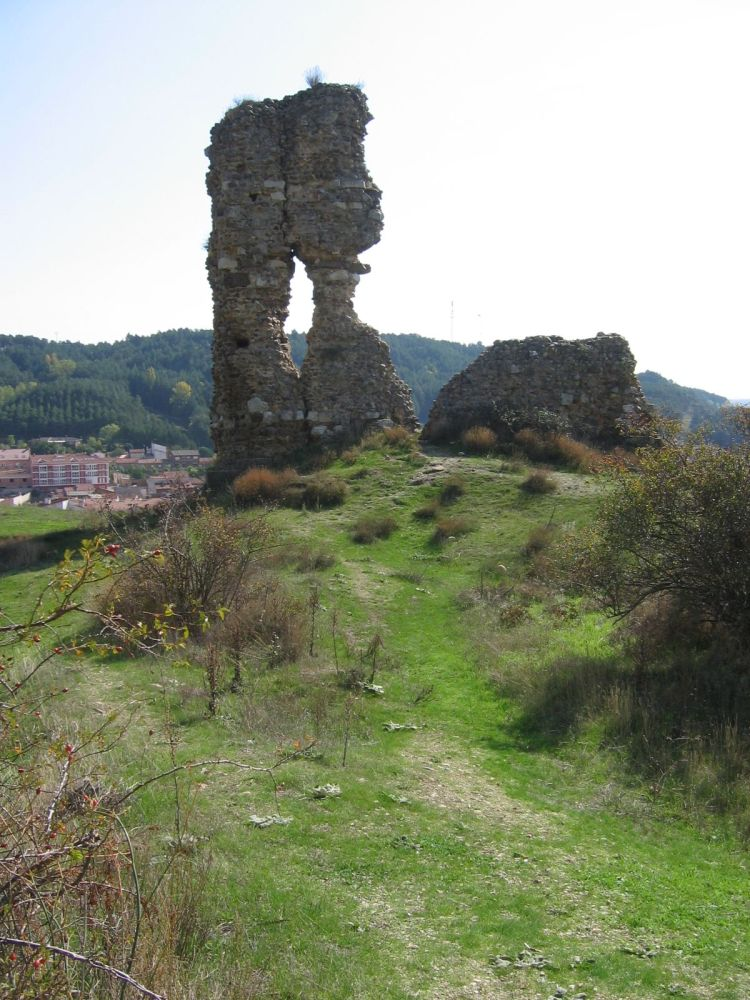
Vista del interior del primer recinto. Al fondo la torre Este
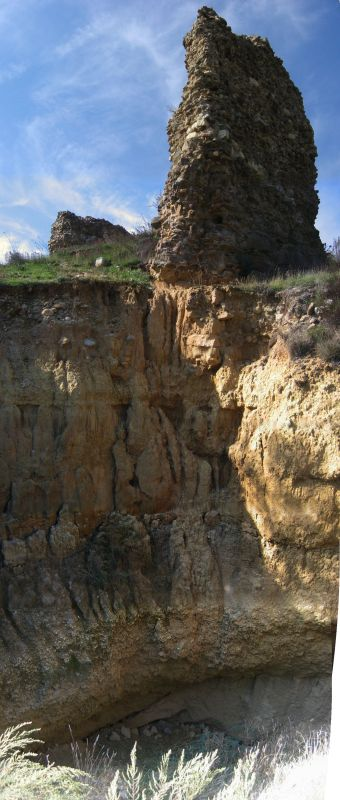
Torre Este del castillo de Saldaña y derrumbe del aljibe
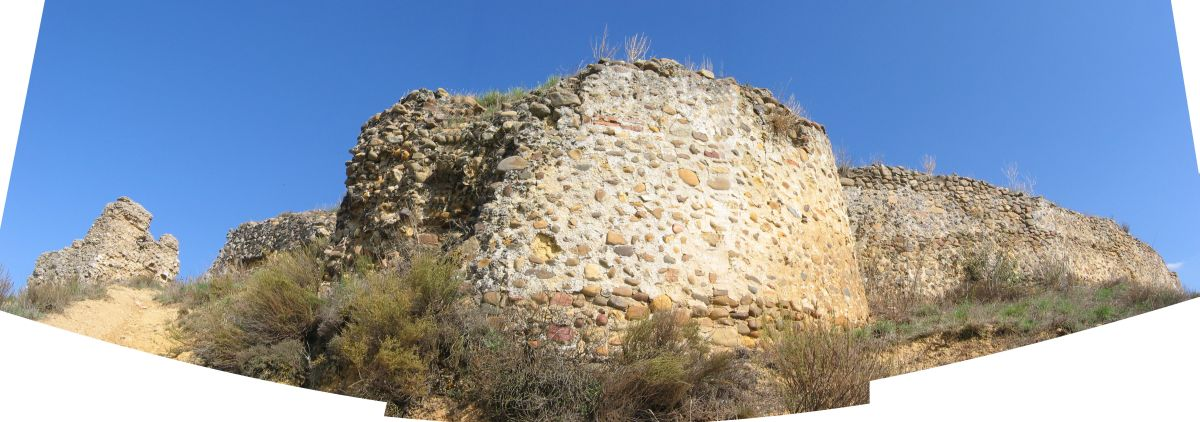
Cubo de la barrera del segundo recinto
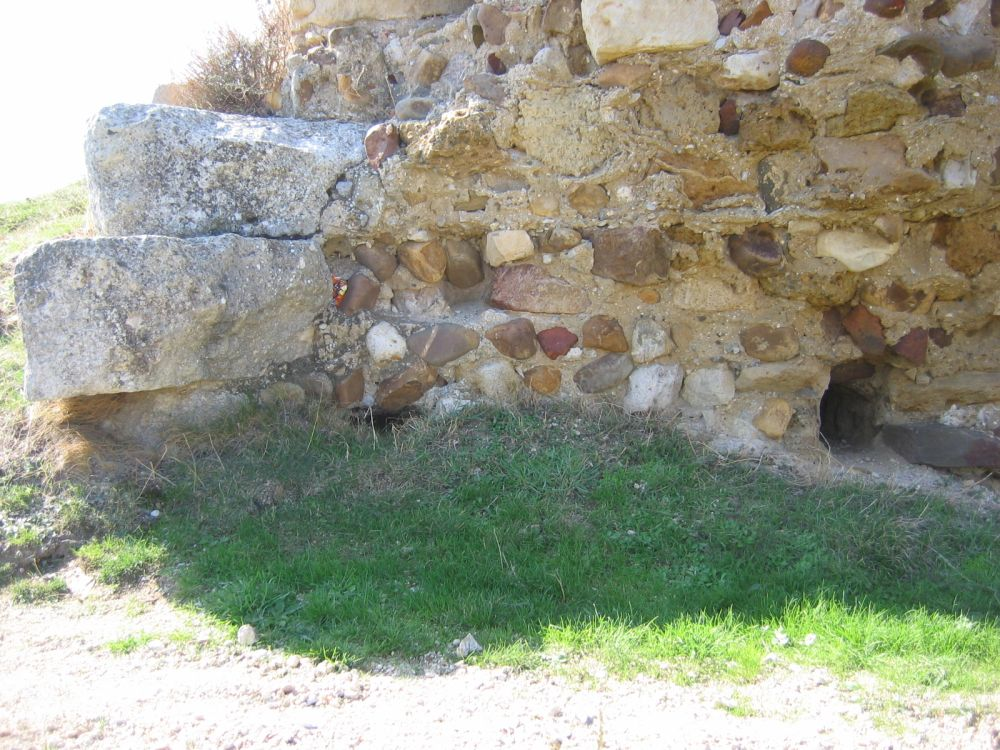
Interior de la Torre Este